# Evangeliario di Saint Martin des Champs
L'Evangeliario di Saint-Martin-des-Champs è un manoscritto miniato contenente i Vangeli e realizzato ad Aquisgrana in Germania tra il 783 e il 795. Attualmente è conservato presso la Bibliothèque de l'Arsenal (Ms.599). 

## Storia
Il manoscritto è stato realizzato nello scriptorium imperiale di Aquisgrana e appartiene al gruppo di manoscritti noto come Gruppo Ada. Le analisi stilistiche di questo gruppo suggeriscono che sia stato prodotto dopo l'Evangeliario di Godescalco, datato prima del 783, e prima del Salterio di Dagulfo, datato 795. Un'altra ipotesi, avanzata da Jacques Boussard, basato sempre sullo stile delle decorazioni, suggerisce che sia stato realizzato a Tours.
Una nota del XVIII secolo copiata da uno scritto di Jean-Aimar Piganiol de La Force, indica che il manoscritto fu per un certo periodo conservato nel priorato di Saint-Martin-des-Champs a Parigi da cui prese il nome, ma non esiste un inventario che lo confermi. È invece menzionato nell'inventario della biblioteca di Antoine-René de Voyer de Paulmy d'Argenson, che divenne la bibliothèque de l'Arsenal durante la Rivoluzione.

## Descrizione
Oltre ai quattro Vangeli di Matteo, Marco, Luca e Giovanni, il manoscritto contiene la tradizionale prefazione di Girolamo e la sua lettera a Papa Damaso, nonché i canoni eusebiani disegnati in viola e oro. È scritto interamente in caratteri dorati, con gli incipit di ciascun Vangelo che coprono l'intera pagina (f. 16, 61, 134), ad eccezione del Vangelo di Luca del quale non ci è pervenuta la pagina di incipit.

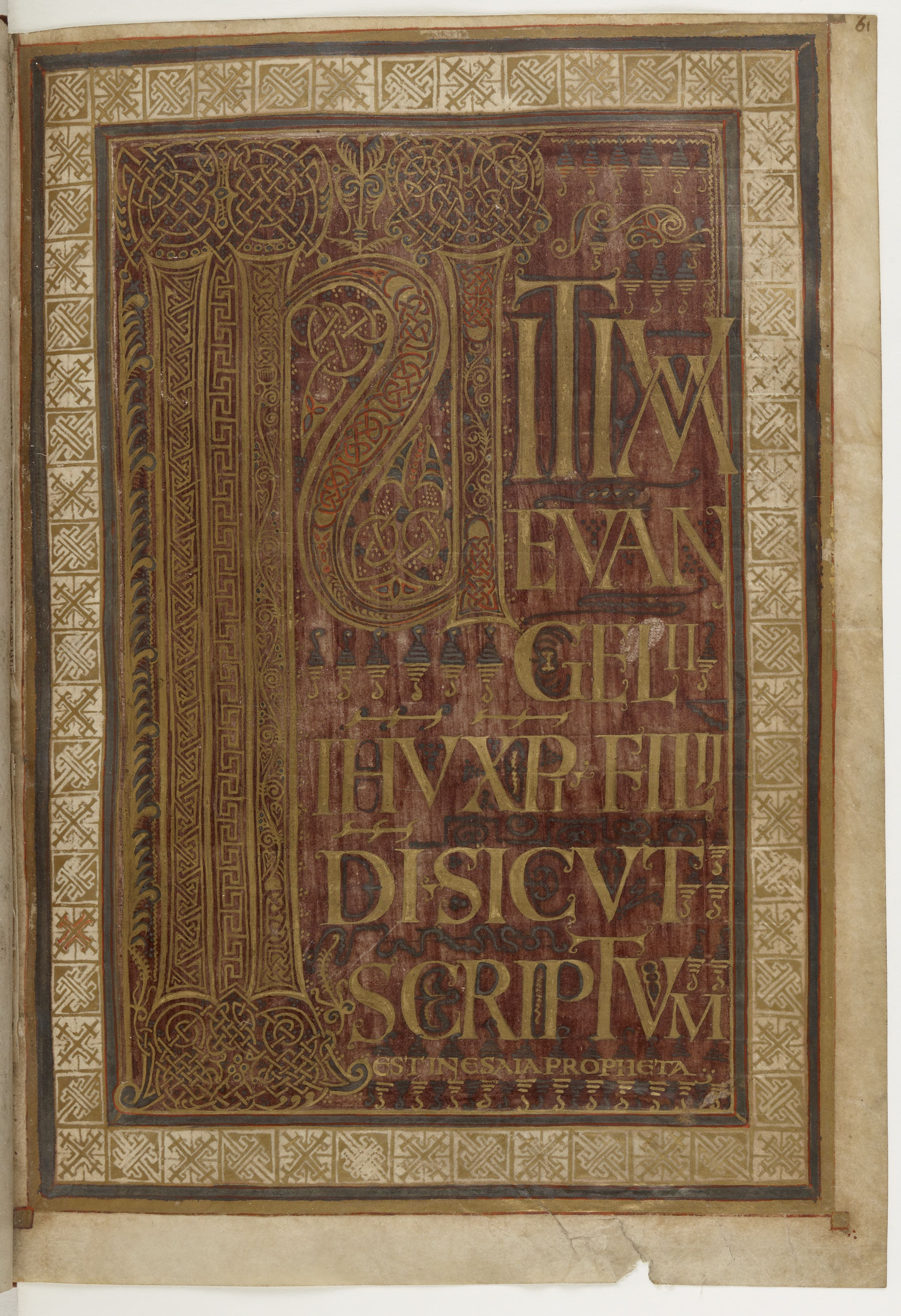
Incipit del Vangelo di Marco
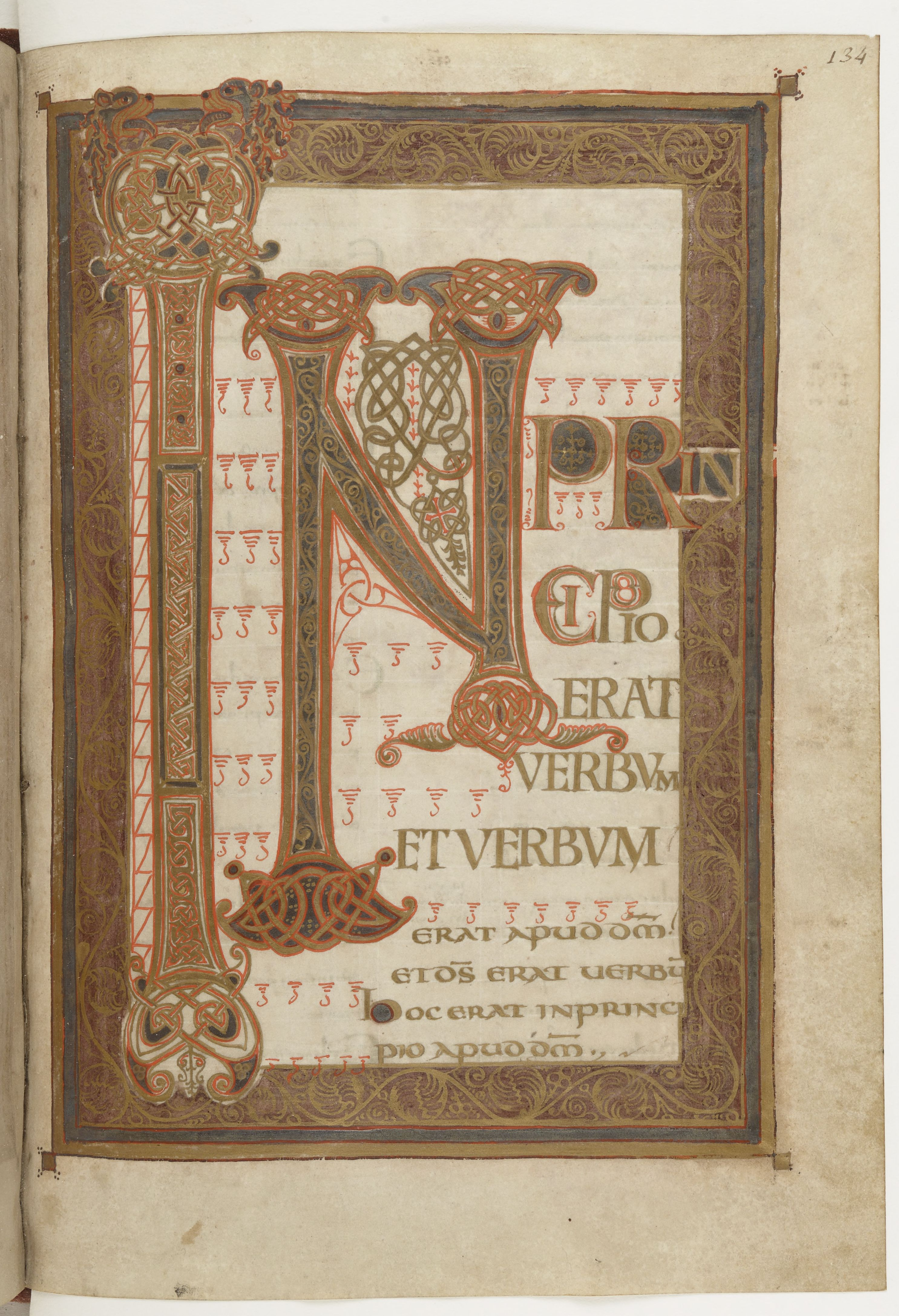
Incipit del Vangelo di Giovanni